# はちおうじ・おうめ
はちおうじおよびおうめは、かつて東日本旅客鉄道（JR東日本）が東京駅 - 八王子駅・青梅駅間を中央本線（中央線快速）経由で運行していた特急列車（通勤特急）。八王子駅発着の列車を「はちおうじ」、立川駅から青梅線に直通して青梅駅を発着する列車を「おうめ」と称していた。
本項目では、2019年3月15日まで平日に運転されていたホームライナー（快速列車の一種）の「中央ライナー」および「青梅ライナー」についても記述する。

## 概要
いずれも2019年3月15日まで運行されていたホームライナーの「中央ライナー」および「青梅ライナー」を特急化した列車で、2019年3月18日に運転を開始した。ライナー時代と同様、平日の朝夕の利用客専用の通勤特急として運行されていた。
特急への格上げに伴い全車指定席となり、料金もライナー料金から指定席特急料金に変更されていた一方、ライナー時代にはできなかったえきねっとチケットレスサービスによる事前予約も可能となっていた。
中央線快速・青梅線でのグリーン車サービス開始に伴い、2025年3月15日のダイヤ改正で廃止された。

## 運行概況

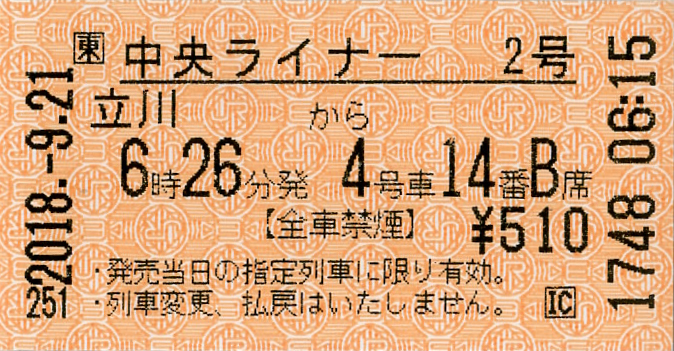
中央ライナー2号 ライナー券

定期列車としては朝に上り「はちおうじ」2本と「おうめ」1本が、夜に下り「はちおうじ」3本と「おうめ」2本が運転されていた。いずれの列車も通勤需要に特化した特急列車のため、平日のみ運転されていた。なお、「はちおうじ」は多客時に夜に下り1本が設定されていた。
また「おうめ」は奥多摩方面への観光シーズンが見込まれる時期や青梅マラソンが開催される日に、臨時列車の設定や奥多摩駅への延長運転が行われることもあった。

### 停車駅
はちおうじ
東京駅 - 新宿駅 - 立川駅 - 八王子駅
おうめ
東京駅 - 新宿駅 - 立川駅 - 拝島駅 - 河辺駅 - 青梅駅
奥多摩駅まで運行される臨時列車の場合、青梅駅 - 奥多摩駅間は列車により異なっていた。

### 使用車両・編成
定期列車では松本車両センター所属のE353系電車が使用され、「はちおうじ」は12両、「おうめ」は9両で運転されていた。
「中央ライナー」「青梅ライナー」として運転されていた2002年7月1日から2019年3月15日まではE257系電車の9両編成または11両編成で運用されていた。2008年3月15日から2018年3月16日までは松本車両センター所属のE351系電車も運用されていた。
1991年3月16日から2008年3月14日までは幕張車両センター所属の183系電車が使用されていた（2002年7月1日以降は「中央ライナー」のみ）。
中央ライナー・青梅ライナーで運転されていた頃は、他のライナー列車と異なり、号車番号のほか座席番号まで指定されていた。

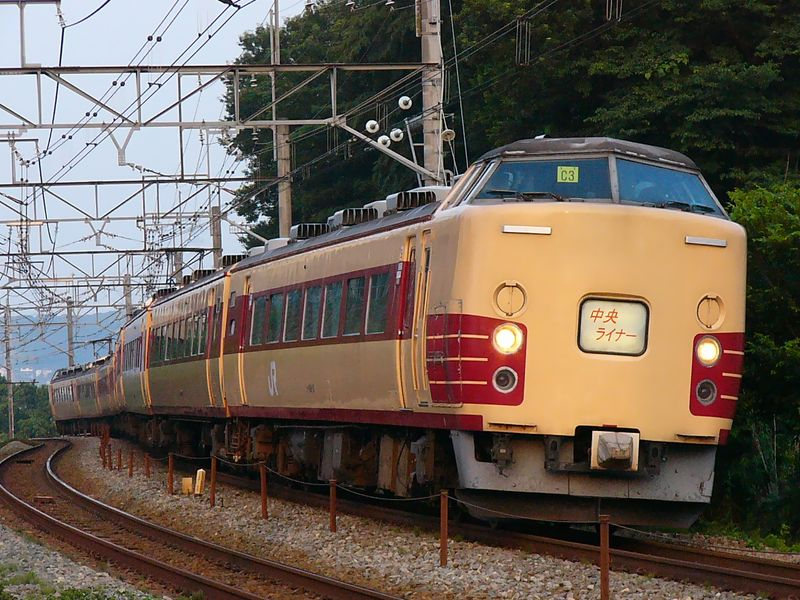
豊田駅 - 八王子駅間を走行中の183系による「中央ライナー」（2005年7月）
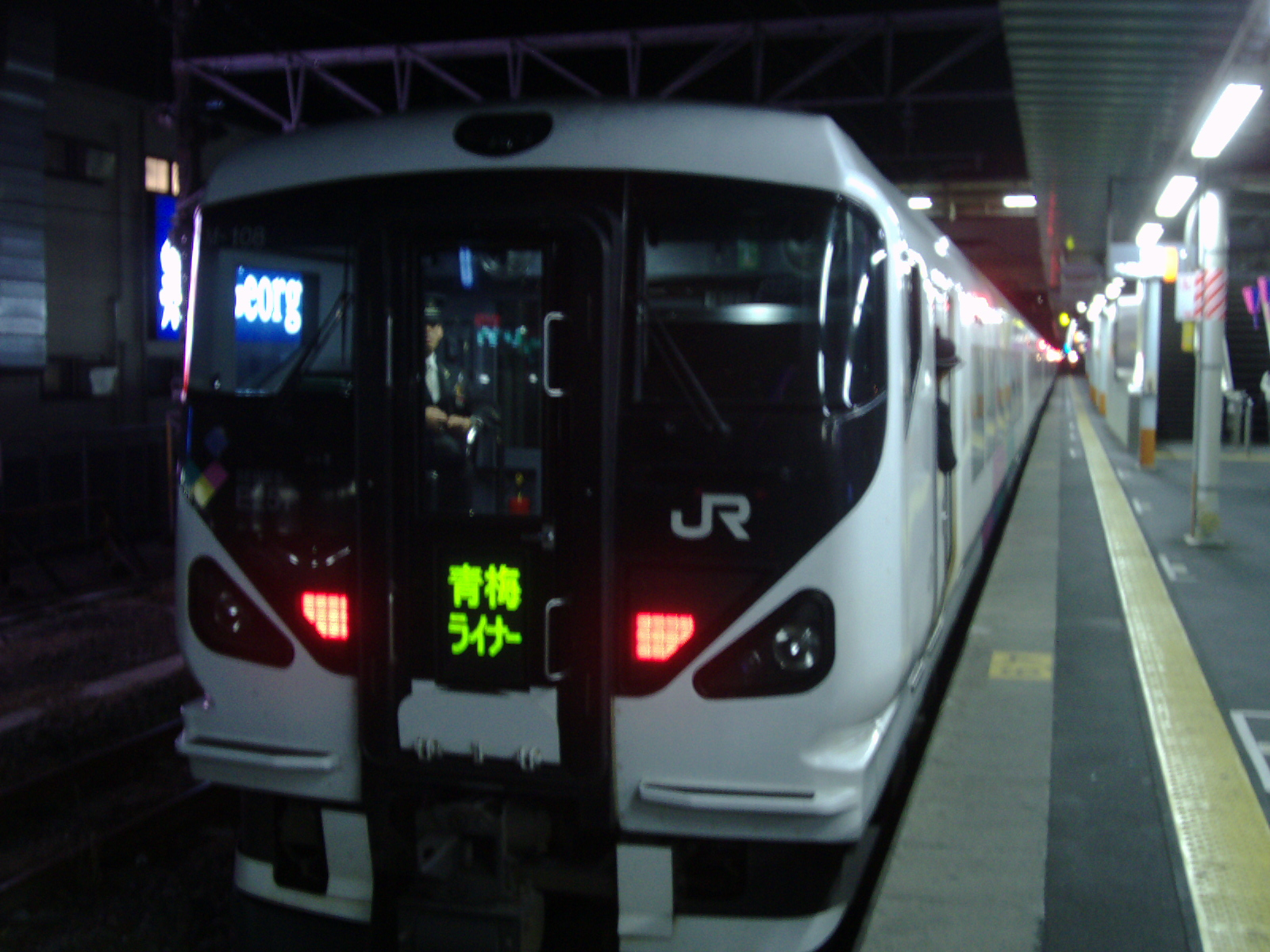
E257系による「青梅ライナー」
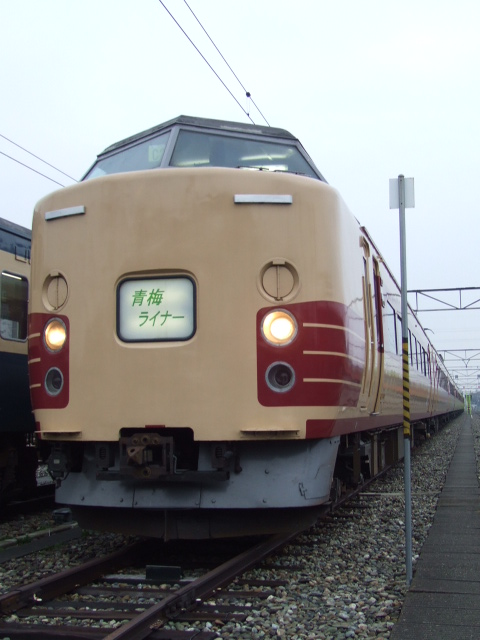
183系による「青梅ライナー」

## 中央本線・青梅線都内完結優等列車沿革

### ライナー列車の沿革
- 1991年（平成3年）
  - 3月16日 ： 「おはようライナー高尾」「ホームライナー高尾」「おはようライナー青梅」「ホームライナー青梅」が183系で運行開始[4]。
  - 12月1日 ： 「おはようライナー高尾」の時刻繰り下げ[4]。
- 1992年（平成4年）3月14日 ： 全列車とも土休日運休となる[4]。
- 1993年（平成5年）4月10日 ： ATS-P導入完了に伴い、全列車ともスピードアップにより所要時間が短縮[4]。
- 1996年（平成8年）3月16日 ： 「おはようライナー高尾」「ホームライナー高尾」の使用車両を185系に変更。[4]
- 1999年（平成11年）3月1日 ： 310円の乗車整理券を500円のライナー券に変更[4]。
- 2001年（平成13年）12月1日 ： グリーン車も含め全車座席指定制の「中央ライナー」「青梅ライナー」に変更し、合計上り5本・下り6本を設定、全列車が183系・189系での運行となる[4]。
- 2002年（平成14年）
  - 7月1日 ： 「中央ライナー」の一部と「青梅ライナー」をE257系に置き換え。6月29日の上り列車をもって「青梅ライナー」から183系撤退[4]。
  - 12月1日 ： 下り「青梅ライナー」が増発されて2本になる。下り「中央ライナー」の運行開始時間を繰り下げ、夜間に2本増発、夕方の1本が廃止。また、携帯電話からビューカード決済によりライナー券を予約する制度をJR東日本で初めて採用[4]。
- 2004年（平成16年）3月13日 ： 上り「青梅ライナー」を東京駅終着に変更[4]。
- 2008年（平成20年）3月17日 ：幕張車両センター配置の183系・189系からE351系とE257系により置き換え、定員の増加が図られる[5]。
- 2010年（平成22年）12月4日 ：東京駅17時発の運行時刻を18時台に変更。利用率の低かった「中央ライナー」4・6号を廃止。
- 2012年（平成24年）3月17日 ： 上り「中央ライナー」を東京行きに延長[6]。
- 2014年（平成26年）
  - 3月17日 ： 上り「中央ライナー」が1本増発されて2本になる。上り「青梅ライナー」のライナー券が携帯電話からのビューカード決済専用予約に対応開始。これによって、全列車が携帯電話からのビューカード決済により予約が可能になる。それに伴い上り「青梅ライナー」のグリーン券の青梅線内での駅売りが廃止される。
  - 4月1日 ： 消費税率引き上げにより、ライナー券を普通車は10円値上げして510円、グリーン車は20円値上げして720円となる。
- 2018年（平成30年）3月17日 ： E351系の運用を終了し、全列車がE257系に統一[7]。

### 特急列車化と多客時臨時列車の展開
- 2019年（平成31年/令和元年）
  - 3月18日 : ダイヤ改正により「中央ライナー」「青梅ライナー」が廃止され、E353系による特急「はちおうじ」（下り5本・上り2本）「おうめ」（1往復）が運行開始（改正後最初の平日である3月18日より）[2]。「あずさ」「かいじ」「富士回遊」と同様の新料金体制を導入。
- 2020年（令和2年）
  - 2月16日 : 青梅マラソン開催に伴い、臨時特急「おうめ」91・92号が千葉駅 - 青梅駅間で運転される。
  - 3月14日 : ダイヤ改正に伴い、「はちおうじ」の下り1本を「おうめ」に変更。
- 2021年（令和3年）
  - 10月1日：「はちおうじ」「おうめ」のグリーン車で定期乗車券との併用が可能となる。
  - 10月23日 : 新宿駅 - 奥多摩駅間で臨時特急「おうめ（新宿・青梅奥多摩号）」がE257系を使用して運転される[8]。
- 2022年（令和4年）3月12日：ダイヤ改正により、特急「はちおうじ9号」を廃止、「はちおうじ7号」を多客期に運転する臨時列車とする[9]。また、グリーン料金が改定される。
- 2025年（令和7年）3月15日：ダイヤ改正により、「はちおうじ」「おうめ」が廃止[10]。